# CSKA Samara
Le CSKA Samara, anciennement Basketball club Volgaburmach Samara (ou VBM-SGAU Samara), est un club féminin russe de basket-ball  évoluant dans la ville de Samara et participant à la Superligue de Russie, le plus haut niveau du championnat russe.

## Historique
Dans les années 1970 se forme le club Institu d’aviation Kouibychev (désormais Samara State Aerospace University)  qui réussit dans les années 1980 à intégrer la première division en Union soviétique. Mais avec l'effondrement du bloc soviétique, les joueuses quittent la ville, et le club ne continue pas sur sa bonne lancée. En 2002, une société, la VolgaBurMach reprend en main le club et accole son nom à celui de l'entité sportive. Commence alors une formidable aventure où l'argent permet d'attirer les meilleures joueuses du pays, mais également de l'Europe et des États-Unis, ce qui permettra au VBM-SGAU d'atteindre les toits de l'Europe dès 2005.
Le 4 août 2006 le site Internet de Samara annonce qu'un accord a été conclu entre le Volgaburmach Samara et la section basket-ball du CSKA Moscou pour devenir une section du club omnisports du CSKA Moscou. En conséquence le club de Samara change de logo pour celui de la section masculine, et change également de nom pour celui de CSKA.  Le club reste néanmoins dans la ville de Samara, au moins pour la saison 2006-07.

## Palmarès
International
- Vainqueur de l’Euroligue : 2005
- Finaliste de l’Euroligue 2006
- Demi-finaliste de 2007
- Champion du monde des clubs : 2003, 2004, 2005

National
- Champion de Russie : 2004, 2005, 2006
- Vainqueur de la Coupe de Russie : 2007

## Entraîneurs successifs
- Depuis ? :  Igor Grudin

## Joueuses célèbres ou marquantes

Ancien logo du VBM-SGAU Samara

- Edwige Lawson
- Ilona Korstine
- Maria Stepanova
- Sheryl Swoopes
- Amaya Valdemoro
- Ann Wauters

## Sources et références
1. 1 2  Seuls les principaux titres en compétitions officielles sont indiqués ici.
2. ↑  Voir annonce sur (en) le site officiel à la date du 4 août 2006